# Johann Heinrich Knöll

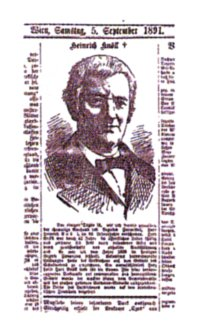
Johann Heinrich Knöll

Johann Heinrich Knöll (* 28. Jänner 1806 in Klein-Umstadt, Hessen; † 31. August 1891 in Vorderbrühl) war Bezirksvorsteher des 10. Wiener Bezirkes Favoriten.

## Leben
Johann Heinrich Knöll kam über Regensburg nach Wien, wo er ab 1838 sesshaft wurde. Im ehemaligen Vorort Matzleinsdorf betrieb er das Fleischselchergewerbe, wo er 1834 in der Alt-Wiedener Hauptstraße für das Haus mit dem Schild zu den drei Lerchen schon nachgewiesen ist. Damit erwarb er sich ein Vermögen, mit dem er sich im späteren 10. Bezirk ansiedelte, wo er großen Grundbesitz und eine Seifensiederei erwarb. Er erhielt das Bürgerrecht von Wien und betätigte sich sowohl politisch als auch als Wohltäter für seine neue Heimat. Knöll stellte sein Privathaus in der Favoritenstraße 96 für die erste Volksschule auf dem Gebiet des späteren Favoriten zur Verfügung, die 1862 ihren Betrieb aufnahm. Vor 1864 ist er als Mitglied des Bezirksausschusses als Hausbesitzer der Himberger Straße 23 genannt.
Er war Obmann-Stellvertreter des Favoritner Kindergartenvereins, unterstützte Arme seines Bezirks und vor allem die Evangelische Gemeinde. Knöll war lange Jahre Mitglied des Gemeindeausschusses und Bezirksvorsteher-Stellvertreter des ersten Bezirksvorstehers Johann Heinrich Steudel. Nach ihm wurde er selbst von 1884 bis 1887 Bezirksvorsteher. 1889 übersiedelte er in die Meiereigasse 7 nach Mödling, wo er ebenfalls weiter als Gönner und Stifter wirkte. Nach letztwillig verfügten Stiftungen, die seinen Namen trugen, wurde Knöll am 2. September 1891 auf dem Evangelischen Friedhof Matzleinsdorf beigesetzt. 1962 erfolgte seine Umbettung in die dortige Sammelgruft 222.
Johann Heinrich Knöll war zweimal verheiratet und hatte keine Nachkommen.
Er wurde mit der Großen Goldenen Salvatormedaille ausgezeichnet und 1893 benannte man die Knöllgasse in Wien-Favoriten nach ihm.